# Antonio Salvotti

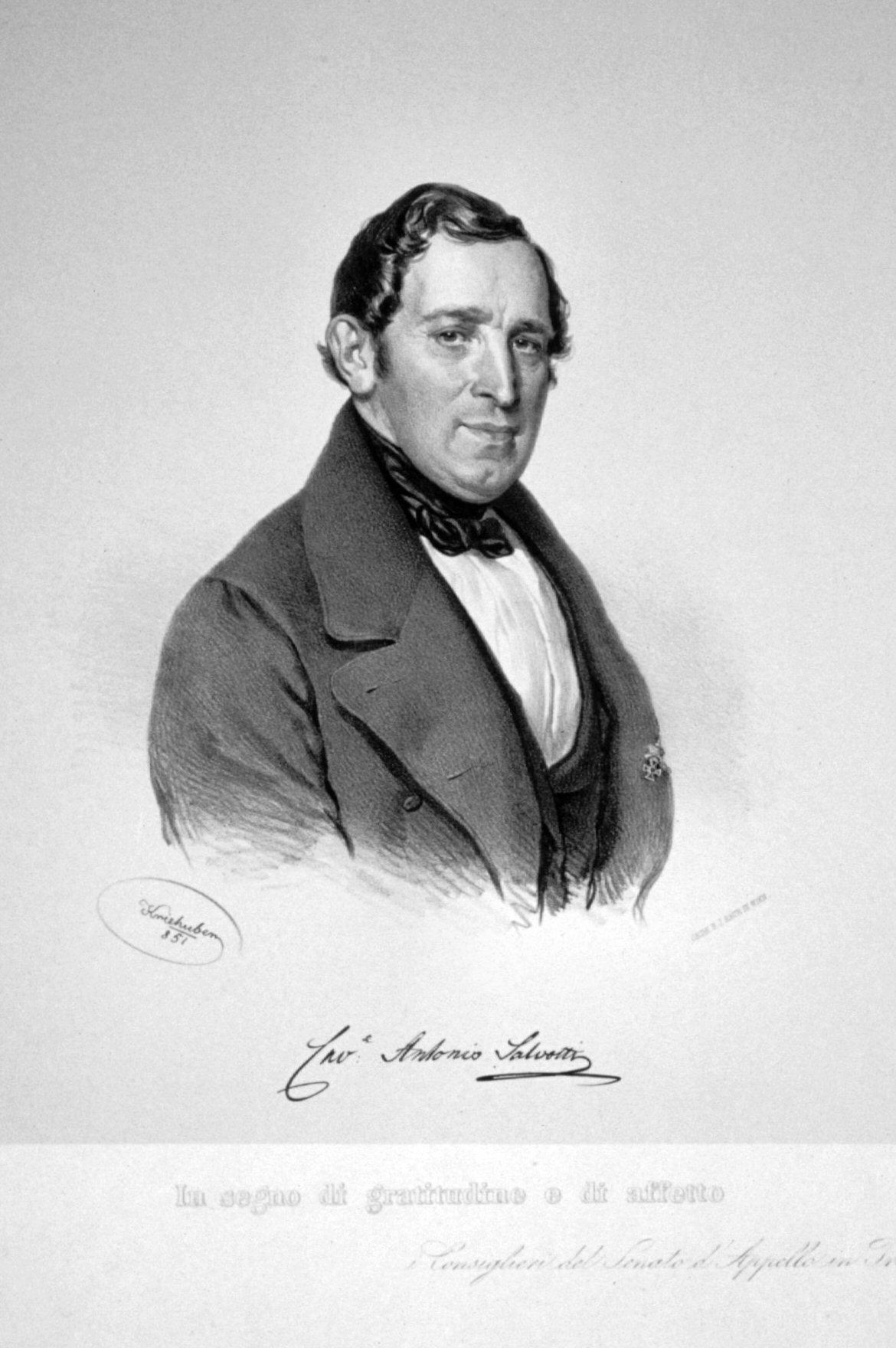
Josef Kriehuber (1851): Antonio Salvotti

Antonio Salvotti (* 10. November 1789 in Mori; † 17. August 1866 in Trient) war ein österreichischer Richter.

## Leben
Der Katholik Salvotti kam aus bürgerlichem Hause und durfte als einziger von drei Söhnen studieren. Er besuchte 1807 die Universität Innsbruck und ging 1808 zu Friedrich Carl von Savigny an die Universität Landshut. Nachdem er das Jura-Studium in Bayern absolviert hatte, wurde er 1810 in Trient Advokat. Bis 1813 war der Monarchist Salvotti im Departement Oberetsch Bürger des Königreichs Italien und darauf Untertan des Kaisers von Österreich. 1814 wurde er Mitglied des Gerichtshofes in Trient. 1819 war Salvotti österreichischer Untersuchungsrichter in den sogenannten Carbonari-Prozessen. Zunächst beorderte ihn der Kaiser in dieser Sache nach Venedig. Salvotti wurde Inquirent im Prozess gegen Pellico und Maroncelli.
In Venedig heiratete er die 1790 geborene Malerin Anna Fratnich; Tochter des Präsidenten des Appellationsgerichtes.
Als es 1821 in Mailand im Prozess gegen Graf Confalonieri nicht vorwärtsging, schickte der Kaiser Salvotti in die lombardische Metropole. In Mailand wurde er Appellationsrat.
1824 ging Salvotti nach Verona und wurde dort ein Jahr darauf Hofrat beim Senat. 1846 wurde er Baron von Eichenkraft und Bindeburg. Im selben Jahr wurde Salvotti nach Innsbruck und 1849 nach Trient versetzt. Unter Ferdinand I. wurde er 1851 in den Reichsrat nach Wien berufen und arbeitete an der Gesetzgebung mit.
Bereits im Jahr 1825 hatte sich Salvotti vergeblich für die Öffentlichkeit des gerichtlichen Verfahrens eingesetzt.
Aus der Ehe mit Anna Fratnich waren zwei Söhne hervorgegangen. Der erste starb im Kindesalter und der zweite – Scipio (1830–1883), Arzt und Schriftsteller – wurde als Verschwörer gegen Österreich zu zehn Jahren Festung verurteilt, die er in Theresienstadt verbüßte. 1837 starb Anna. Der Witwer Salvotti heiratete kein zweites Mal. Die letzten Jahre ab 1861 verlebte der Pensionär daheim in Mori.

## Zitate
- Bettine von Arnim: Goethes Briefwechsel mit einem Kinde. Zweiter Teil:[1]
  - Bettine am 21. Oktober 1809 aus Landshut: „Salvotti, ein junger Italiener, den Savigny[A 3] sehr auszeichnet, hat schöne Augen, ich sehe ihn aber doch lieber vor mir hergehen als ins Gesicht; denn er trägt einen grünen Mantel, dem er einen vortrefflichen Faltenwurf gibt, Schönheit gibt jeder Bewegung Geist; er hat das Heimweh, und obschon er alle Tage seinen vaterländischen Wein durch den bayerischen Flußsand filtriert, um sich zu gewöhnen, so wird er täglich blasser, schlanker, interessanter, und bald wird er seine Heimat aufsuchen müssen, um ihr seine heimliche Liebe einzugestehen; so wunderliche Grillen hat Natur, zärtlich, aber nicht überall dieselbe, demselben.“
  - Bettine am 20. Mai 1810 aus Wien: „...der Italiener Salvotti, schön im weiten grünen Mantel, der die edelsten Falten um seine feste Gestalt wirft, unstörbare Ruhe in den Bewegungen, glühende Regsamkeit im Ausdruck, läßt sich kein gescheit Wort mit ihm sprechen, so tief ist er in Gelehrsamkeit versunken.“[A 4]